# Outrage (película de 2010)
Outrage (アウトレイジ, Autoreiji) es una película japonesa del año 2012 dirigida, escrita y protagonizada por Takeshi Kitano. Se trata de un thriller, cuyos temas principales son la yakuza y la traición, siendo la primera parte de una trilogía completada por las películas Beyond Outrage (2012) y Outrage Coda (2017).
La película se estrenó en competición en el Festival de Cine de Cannes, donde fue exhibida el 17 de mayo de 2010, y pese a su fría recepción obtuvo una nominación a la Palma de Oro.

## Sinopsis
Varios clanes yakuza se enfrentan en una lucha implacable por alcanzar el poder y la protección del Padrino. Durante muchos años Otomo ha visto cómo, debido a la baja posición que ocupa en un clan sumido en la descomposición, tiene que encargarse del trabajo sucio mientras sus colegas han ido progresando a base de complots y falsas fidelidades: de los tatuajes elaborados y el seccionamiento de falanges han pasado a las altas finanzas. Dentro de un mundo donde reinan la corrupción, la traición y la venganza, los esfuerzos de Otomo por llegar a la cima, o al menos sobrevivir, no tienen fin porque en ese mundo no existen los héroes. Una historia de violencia, asesinatos, insultos, venganza y falsedad donde nadie puede confiar en nadie más que en sí mismo.

## Reparto
- Takeshi Kitano (acreditado como Beat Takeshi) - Otomo
- Kippei Shiina - Mizuno
- Ryo Kase - Ishihara
- Tomokazu Miura - Kato
- Jun Kunimura - Ikemoto
- Tetta Sugimoto - Ozawa
- Takashi Tsukamoto - Iizuka
- Eihi Shiina - Jun
- Hideo Nakano - Kimura
- Renji Ishibashi - Murase
- Fumiyo Kohinata - Detective Kataoka
- Soichiro Kitamura - Sekiuchi
- Yuka Itaya - Novia de Otomo
- Naoko Watanabe - Novia de Mizuno

## Producción
Tras una serie de películas de temática menos convencional, que obtuvieron un éxito comercial limitado, Takeshi Kitano planteó Outrage como una película cuya principal ambición fuera la de ser una cinta entretenida.

"Mi intención siempre fue que para el espectador contemplar Outrage fuera como ver uno de esos documentales sobre la naturaleza en los que ves a insectos matándose entre ellos, u hormigas persiguiendo gusanos. He intentado tratar a mis personajes de la misma manera, sin prestar atención a las emociones".
Takeshi Kitano (El Periódico, 09-09-2017) 

Aunque se mostró reacio a etiquetarla como un regreso a sus raíces, como las películas Violent Cop (1989) o Sonatine (1993), Kitano se refirió a las películas con temática basada en la yakuza como "un género para el que tengo talento".

"Los 'yakuzas' modernos se han convertido en algo parecido a delincuentes comunes. En los últimos años la policía se ha tomado más en serio la tarea de dejar a estas organizaciones sin poder y desmantelarlas, y a medida que eso sucedía los códigos del deber, la lealtad y el honor se han ido perdiendo en su seno. Son cada vez más crueles y despiadados. Han perdido su esencia. Yo crecí en el centro de Tokio después de la Segunda Guerra Mundial, y por entonces la 'yakuza' estaba muy integrada en los barrios. Cuando era niño muchos de mis amigos eran hijos de 'yakuzas'. Hoy he perdido todo contacto con ese mundo; como digo, de lo contrario la policía me arrestaría. Pero no he olvidado todas esas historias que me contaban por entonces. De todos modos en Japón todo el mundo sabe cómo opera la mafia".
Takeshi Kitano (El Periódico, 09-09-2017) 

Para la escritura del guion Kitano primero visualizó las diferentes formas en que los personajes serían asesinados en la película y desde esa base escribió una historia que acompañaría la violencia.

"Quiero que con solo contemplar esas escenas el espectador sienta dolor. En el mundo real la 'yakuza' es tan violenta como en mis películas, con la diferencia de que los gánsteres reales nunca dejan que la policía encuentre los cadáveres. Mi propósito a la hora de retratar la violencia fue llegar lo más lejos posible sin que la película llegara a parecer cine de terror".
Takeshi Kitano (El Periódico, 09-09-2017) 

La película fue producida por Office Kitano con Bandai Visual, TV Tokyo y Omnibus Japan. Por sugerencia de los productores no se eligió a ningún actor que hubiera aparecido en películas anteriores de Kitano con la excepción del propio director. Se rodó en CinemaScope entre el 23 de agosto y el 23 de octubre de 2009 con localizaciones que incluyeron la ciudad de Kōbe y la prefectura de Ibaraki.

## Recepción
La cinta obtiene calificaciones positivas en los portales de información cinematográfica y mayoritariamente positivas entre la crítica profesional. En IMDb con 13.468 votos alcanza una puntuación de 6,8 sobre 10. En FilmAffinity con 4.407 valoraciones obtiene una media de 6,2 sobre 10. En el agregador de críticas Rotten Tomatoes obtiene una certificación de "fresco" contemplando el 80% de las 46 críticas profesionales y el 64% de las más de 2.500 valoraciones realizadas por los usuarios del portal.
El periodista y crítico Carlos Boyero para el diario El País (2010) la valoró negativamente destacando "Kitano repite abusivamente su temática de yakuzas con más sadismo del habitual y fórmula sonrojante en la tan rutinaria como estúpida 'Outrage'". Con una valoración neutra Oti Rodríguez Marchante en su crónica del Festival de Cannes para el diario ABC sintetizó "el argumento es ése: [los yakuzas] se matan; y el estilo es puro Kitano: ellos se matan, pero te duele a ti, de puro bestia". Manuel Yáñez Murillo en la revista Fotogramas (2010) le otorgó 4 de 5 estrellas indicando "una obra embriagada de una creatividad fervorosa. (...) podría parecer un simple retorno de Kitano al noir áspero de sus inicios, con sus guiños al crudo nihilismo de Kinji Fukasaku. Sin embargo, hay algo que hace de Outrage algo nuevo en la obra del director (...) juguetea con el humor negro y la violencia más súbita e hiperbólica, al tiempo que estira y comprime a placer el tempo de la acción en busca del más puro goce plástico, a la manera del gran Seijun Suzuki".
La crítica estadounidense Manohla Dargis en The New York Times (2011) valoró "La inmaculada cinematografía de Kitano y sus excéntricas florituras forman parte de algunos de los placeres que ofrece la película, y en su mayoría suelen estar al servicio de un significado oculto". Roger Ebert la calificó con 2,5 sobre 4 destacando "me esperaba algo mejor (...) La película parece expresar impaciencia, como si dijese: ¿queréis saber por qué no os he ofrecido violencia? Pues aquí la tenéis". Maggie Lee para la revista The Hollywood Reporter la valoró positivamente indicando "tan violenta, amoral y misántropa como una obra de teatro jacobina, 'Outrage' es la primera película de yakuzas de Kitano desde 'Brother', y probablemente también la mejor que ha ofrecido en la última década". V. A. Musetto en el diario New York Post destacó el montaje y la producción señalando "son muy elegantes, y garantizan mantener a los espectadores enganchados hasta las escenas finales".